# C Hrvatska košarkaška liga 2011./12.
C liga (odnosno C-1 liga) predstavlja četvrti rang hrvatskog prvenstva u košarci u sezoni 2011./12.

## C-1 Centar

### Skupina A
| mj  | klub                    | ut | pob | por | koš+ | koš- | bod     |
| --- | ----------------------- | -- | --- | --- | ---- | ---- | ------- |
| 1.  | Labrada Zagreb          | 18 | 16  | 2   | 1523 | 1187 | 34      |
| 2.  | Laginja Zagreb          | 18 | 16  | 2   | 1534 | 1030 | 33 (-1) |
| 3.  | Ogulin                  | 18 | 15  | 3   | 1258 | 992  | 33      |
| 4.  | VG Basket Velika Gorica | 18 | 12  | 6   | 1334 | 1276 | 30      |
| 5.  | Prečko Zagreb           | 18 | 10  | 8   | 1332 | 1265 | 28      |
| 6.  | Glina                   | 18 | 6   | 12  | 1241 | 1350 | 24      |
| 7.  | Mladost II Zagreb       | 18 | 6   | 12  | 1128 | 1314 | 24      |
| 8.  | Žora Karlovac           | 18 | 4   | 14  | 1232 | 1595 | 22      |
| 9.  | Novi Zagreb             | 18 | 0   | 18  | 1229 | 1752 | 18      |
| 10. | Stenjevec Zagreb        | 18 | 5   | 13  | 814  | 864  | 16 (-7) |

### Skupina B
| mj | klub                     | ut | pob | por | koš+ | koš- | bod     |
| -- | ------------------------ | -- | --- | --- | ---- | ---- | ------- |
| 1. | Dugo Selo                | 16 | 12  | 4   | 1054 | 867  | 28      |
| 2. | Univers Zagreb           | 16 | 12  | 4   | 1086 | 926  | 28      |
| 3. | Pešćenica Žitnjak Zagreb | 16 | 11  | 5   | 1100 | 1068 | 27      |
| 4. | Sesvete                  | 16 | 11  | 5   | 1021 | 903  | 27      |
| 5. | Sportvizija Zagreb       | 16 | 8   | 8   | 995  | 1068 | 24      |
| 6. | Zapruđe Cedevita Zagreb  | 16 | 7   | 9   | 1072 | 1033 | 23      |
| 7. | Sveti Petar Zagreb       | 16 | 7   | 9   | 1013 | 1071 | 23      |
| 8. | Krapina                  | 16 | 2   | 14  | 811  | 1198 | 18      |
| 9. | Križ Novoselec           | 16 | 2   | 14  | 596  | 614  | 10 (-8) |

## C Sjever
Također i pod nazivom C liga KSMŽ (košarkaškog saveza Međimurske županije)

### Prvi dio
| mj | klub                       | ut | pob | por | koš+ | koš- | bod |                        |
| -- | -------------------------- | -- | --- | --- | ---- | ---- | --- | ---------------------- |
| 1. | Međimurje Globetka Čakovec | 14 | 12  | 2   | 993  | 780  | 26  | Liga za prvaka         |
| 2. | Prelog                     | 14 | 1   | 3   | 906  | 726  | 25  | Liga za prvaka         |
| 3. | Dubravčan Donja Dubrava    | 14 | 9   | 5   | 873  | 835  | 23  | Liga za prvaka         |
| 4. | Donji Kraljevec            | 14 | 8   | 6   | 975  | 916  | 20  | Liga za prvaka         |
| 5. | Nedelišće                  | 14 | 8   | 6   | 875  | 868  | 20  | Liga za 5. – 8. mjesto |
| 6. | Mladost Ivanovec           | 14 | 5   | 9   | 769  | 870  | 19  | Liga za 5. – 8. mjesto |
| 7. | Međimurje II Čakovec       | 14 | 3   | 11  | 841  | 981  | 17  | Liga za 5. – 8. mjesto |
| 8. | Kotoriba                   | 14 | 0   | 14  | 795  | 1051 | 14  | Liga za 5. – 8. mjesto |

### Drugi dio
| mj | klub                       | ukupan rezultat (s prenesenim utakmicama iz prvog dijela) | ukupan rezultat (s prenesenim utakmicama iz prvog dijela) | ukupan rezultat (s prenesenim utakmicama iz prvog dijela) | ukupan rezultat (s prenesenim utakmicama iz prvog dijela) | ukupan rezultat (s prenesenim utakmicama iz prvog dijela) | ukupan rezultat (s prenesenim utakmicama iz prvog dijela) |                | rezultat ostvaren u drugom dijelu | rezultat ostvaren u drugom dijelu | rezultat ostvaren u drugom dijelu | rezultat ostvaren u drugom dijelu | rezultat ostvaren u drugom dijelu |
| mj | klub                       | ut                                                        | pob                                                       | por                                                       | koš+                                                      | koš-                                                      | bod                                                       | ut             | pob                               | por                               | koš+                              | koš-                              |                                   |
| Liga za prvaka                                                                                                   | Liga za prvaka             | Liga za prvaka                                            | Liga za prvaka                                            | Liga za prvaka                                            | Liga za prvaka                                            | Liga za prvaka                                            | Liga za prvaka                                            | Liga za prvaka | Liga za prvaka                    | Liga za prvaka                    | Liga za prvaka                    | Liga za prvaka                    | Liga za prvaka                    |
| --- | -------------------------- | --------------------------------------------------------- | --------------------------------------------------------- | --------------------------------------------------------- | --------------------------------------------------------- | --------------------------------------------------------- | --------------------------------------------------------- | -------------- | --------------------------------- | --------------------------------- | --------------------------------- | --------------------------------- | --------------------------------- |
| 1. | Međimurje Globetka Čakovec | 12                                                        | 9                                                         | 3                                                         | 775                                                       | 674                                                       | 21                                                        |                | 6                                 |                                   |                                   |                                   |                                   |
| 2. | Dubravčan Donja Dubrava    | 12                                                        | 7                                                         | 5                                                         | 725                                                       | 748                                                       | 19                                                        |                | 6                                 |                                   |                                   |                                   |                                   |
| 3. | Prelog                     | 12                                                        | 5                                                         | 7                                                         | 705                                                       | 673                                                       | 17                                                        |                | 6                                 |                                   |                                   |                                   |                                   |
| 4. | Donji Kraljevec            | 12                                                        | 3                                                         | 9                                                         | 732                                                       | 842                                                       | 15                                                        |                | 6                                 |                                   |                                   |                                   |                                   |
| |                            |                                                           |                                                           |                                                           |                                                           |                                                           |                                                           |                |                                   |                                   |                                   |                                   |                                   |
| Liga za 5. – 8. mjesto                                                                                           |                            |                                                           |                                                           |                                                           |                                                           |                                                           |                                                           |                |                                   |                                   |                                   |                                   |                                   |
| 5. | Nedelišće                  | 12                                                        | 11                                                        | 1                                                         | 803                                                       | 608                                                       | 23                                                        |                | 6                                 |                                   |                                   |                                   |                                   |
| 6. | Mladost Ivanovec           | 12                                                        | 9                                                         | 3                                                         | 793                                                       | 719                                                       | 21                                                        |                | 6                                 |                                   |                                   |                                   |                                   |
| 7. | Međimurje II Čakovec       | 12                                                        | 3                                                         | 9                                                         | 721                                                       | 843                                                       | 15                                                        |                | 6                                 |                                   |                                   |                                   |                                   |
| 8. | Kotoriba                   | 12                                                        | 1                                                         | 11                                                        | 697                                                       | 844                                                       | 13                                                        |                | 6                                 |                                   |                                   |                                   |                                   |
| |                            |                                                           |                                                           |                                                           |                                                           |                                                           |                                                           |                |                                   |                                   |                                   |                                   |                                   |
| Liga za prvaka i Liga za 5. – 8. se igra dvokružno (6 kola), s prenesenim međusobnim rezultatima iz prvog dijela |                            |                                                           |                                                           |                                                           |                                                           |                                                           |                                                           |                |                                   |                                   |                                   |                                   |                                   |

## Poveznice
- A-1 liga 2011./12.
- A-2 liga 2011./12.
- B-1 liga 2011./12.
- Kup Krešimira Ćosića 2011./12.